# Hunifredo
Hunifredo foi um conde de origem carolíngia e governante de Narbona. Governou entre 857 e 865. Foi antecedido no governo do condado por Odalrico, tendo sido seguido por Bernardo de Gótia que também foi conde de Barcelona.